# Liste der Monuments historiques in Saint-Hilaire-des-Landes
Die Liste der Monuments historiques in Saint-Hilaire-des-Landes führt die Monuments historiques in der französischen Gemeinde Saint-Hilaire-des-Landes auf.

## Liste der Bauwerke
| Bezeichnung        | Beschreibung                           | Standort | Kennzeichnung | Schutzstatus | Datum | Bild           |
| ------------------ | -------------------------------------- | -------- | ------------- | ------------ | ----- | -------------- |
| Château de la Haye | Schloss, erbaut im 13./14. Jahrhundert | (Lage)   | PA00090785    | Inscrit      | 1926  | weitere Bilder |

## Liste der Objekte

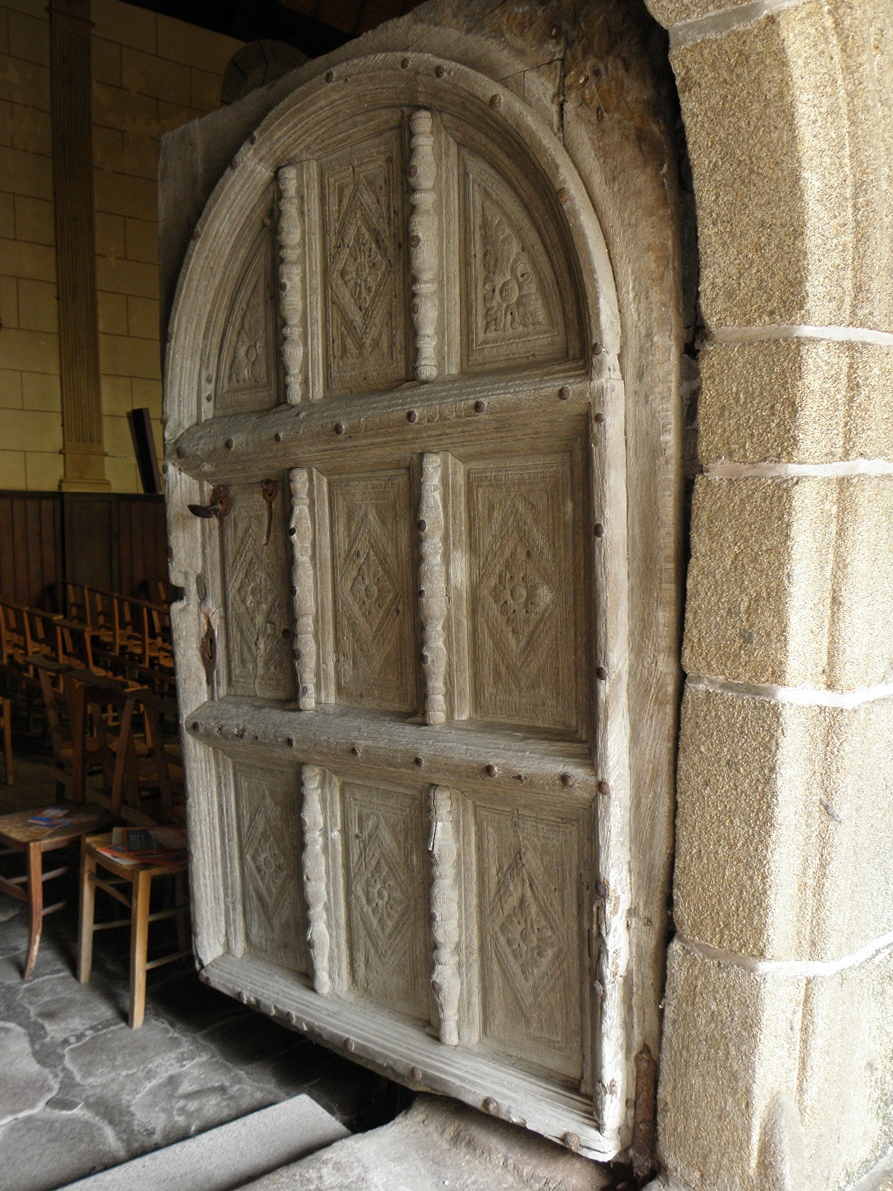
Holztür (16. Jahrhundert) in der Kirche St-Hilaire

- Monuments historiques (Objekte) in Saint-Hilaire-des-Landes in der Base Palissy des französischen Kultusministeriums